# Rhamnus thymifolius
Rhamnus thymifolius är en brakvedsväxtart som beskrevs av Joseph Friedrich Nicolaus Bornmüller. Rhamnus thymifolius ingår i släktet getaplar, och familjen brakvedsväxter. Inga underarter finns listade i Catalogue of Life.